# Pseudocoremia insignita
Pseudocoremia insignita är en fjärilsart som beskrevs av Alfred Philpott 1930. Pseudocoremia insignita ingår i släktet Pseudocoremia och familjen mätare. Inga underarter finns listade i Catalogue of Life.